# Ернст Кантер
Ернст Кантер (нім. Ernst Kanter; 8 серпня 1895, Саарбрюкен — 20 листопада 1979, Кельн) — німецький юрист, доктор права, генерал-суддя вермахту.

## Біографія
Закінчив гімназію Фрідріха-Вільгельма в Трірі. 4 грудня 1914 року вступив добровольцем в 12-й польовий артилерійський полк. Учасник Першої світової війни. 3 серпня 1921 року звільнений у відставку. З 1 жовтня 1921 по 1925 років вивчав право і політичні науки в Марбурзькому і Мюнхенському університетах. В березні 1925 року склав державний іспит. З 1 травня 1925 року — референдар в Трірі, Берліні і Кельні. В листопаді 1928 року склав другий державний іспит. З 13 грудня 1928 року — допоміжний суддя районного суду Тріра, з 2 січня 1929 року — регіонального і районного суду Бонна. З 26 вересня 1929 року — управлінський судовий радник районного суду Віпперфюрта. З 1 січня 1933 року — земельний судовий радник регіонального і районного суду Кобленца. З 1 жовтня 1934 року служив у військових судах Ганновера, Гіссена і Мюнхена. 16 березня 1935 року повернувся в районний суд Кобленца. З 1 жовтня 1935 року — старший земельний судовий радник вищого регіонального суду Кельна і сенату Саарлуї. 11 серпня 1936 року переведений у військовий суд 7-го армійського корпусу.
1 жовтня 1936 року за порадою свого друга Карла Зака вступив в судову службу вермахту і призначений старшим радником військового суду 7-го армійського корпусу. 11 жовтня 1936 року переведений у юридичний відділ сухопутних військ Імперського військового міністерства (з 4 лютого 1938 року — ОКГ), з 1 квітня 1937 року — старший урядовий радник, з 12 жовтня 1937 року — начальник свого відділу. Одночасно з 7 липня 1941 по 30 червня 1943 року — уповноважений член системи військових в'язниць. 1 жовтня 1942 року звільнений у відставку і переданий в розпорядження сухопутних військ, проте залишився на посаді начальника юридичного відділу ОКГ. З 11 лютого 1943 року — головний суддя військового суду Данії. Кантер засудив 103 учасників руху Опору до страти. З 20 квітня 1945 року — головний суддя командного штабу вермахту на Півночі. 30 квітня 1945 року остаточно звільнений у відставку.
З 6 травня 1945 по 1 березня 1946 року — головний суддя частин вермахту, інтернованих у Шлезвіг-Гольштейні, служив у складі британського 8-го корпусу. З 1 серпня 1947 року — старший радник земельного суду Нойштадта, з 1951 року — міністерський радник, з 1954 року — міністерський референт і референт з кримінального права. На початку 1958 року очолив 3-й кримінальний сенат Федерального суду. 30 вересня 1959 року звільнений у відставку.

## Нагороди
- Залізний хрест 2-го і 1-го класу
- Орден Альберта (Саксонія), лицарський хрест 2-го класу з мечами
- Почесний хрест ветерана війни з мечами
- Медаль «За вислугу років у Вермахті» 4-го класу (4 роки; 2 жовтня 1936)
- Хрест Воєнних заслуг 2-го і 1-го класу з мечами